# Pastorets de Cardona

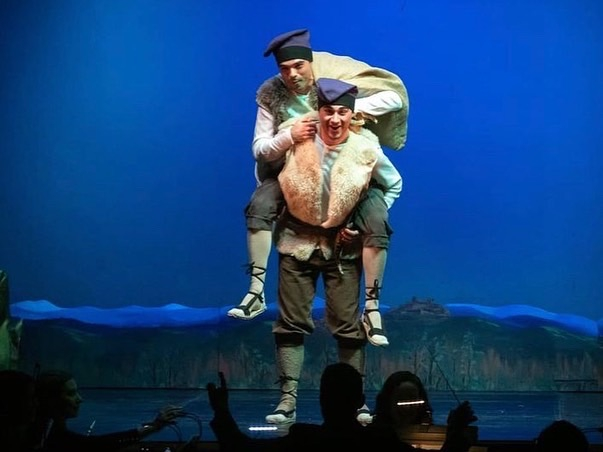
En "Bato" i en "Borrego"

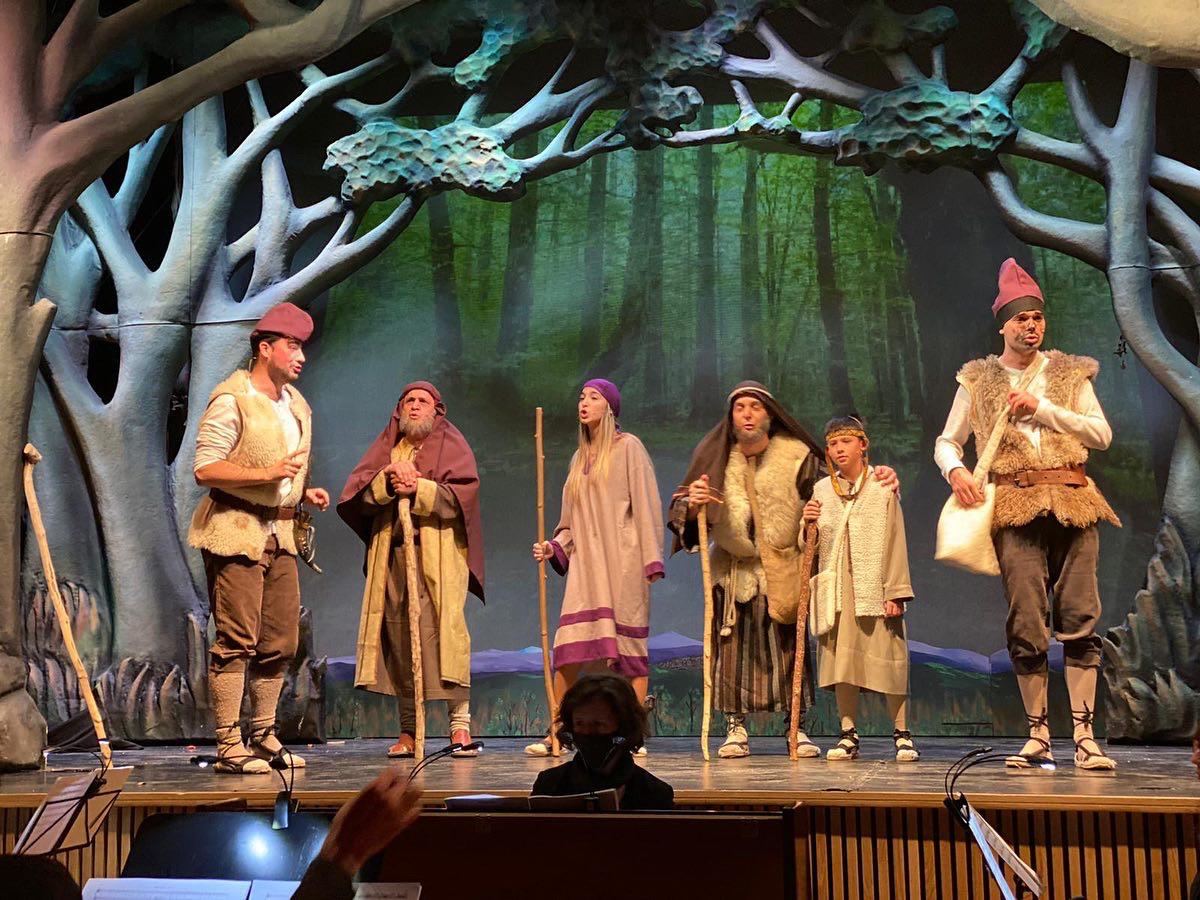
Trobada de pastors (2023)

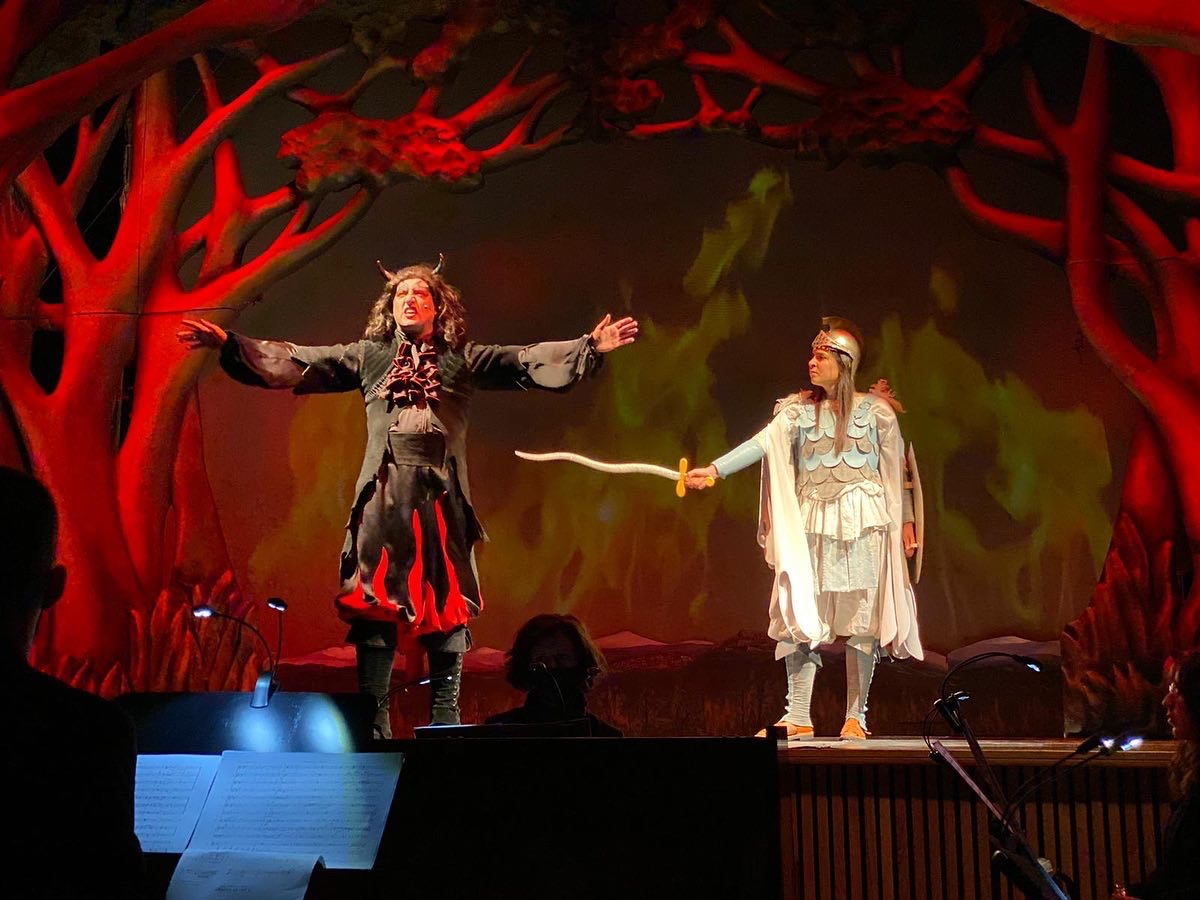
Representació dels Pastorets de Cardona (2023)

A Cardona s'hi representen com a molts indrets a Catalunya els Pastorets. Aquesta tradició nadalenca va començar l'any 1900 i ha perdurat fins als nostres dies.

## Història i evolució
Si bé la majoria dels pobles escenifiquen els textos de Ramon Pàmies o Josep Maria Folch i Torres, els Pastorets de Cardona fan una gala d'una peça genuïna i molt musical que ha anat evolucionant el llarg dels anys. La versió actual, obra de Mossèn Josep Domeque de l'any 1944 a partir dels textos propis i d'altres autors com Serafí Pitarra. Va ser una recomposició totalment de memòria, ja que els originals havien desaparegut en els saquejos que durant la guerra civil havia patit el teatre "Els Catòlics". L'origen castellà dels textos originals explica també la pila de barbarismes en el text, llegat del català escrit i parlat previ a la normalització lingüística que dugué a terme Pompeu Fabra.
La música és obra de mossèn Llorenç Riu, Ramon Mosella i Domingo Malé. Al principi es tocava amb piano fins que en el 1975, Joan Roure hi va fer els arranjaments per cobla, fins que el 2008 el Narcís Mellado i Xavier Ventosa van adaptar la música per la Banda de Cardona.
D'entre els elements característics conformants, destaca l'escenografia dissenyada i creada pel mestre geganter Toni Mujal, que acompanya el vestuari dels personatges principals, dissenyats i confeccionats per la dissenyadora Goretti Puente.
L'any 2020, en plena onada de la pandèmia, es va encarregar a Jordi Santasusagna uns pastorets reduïts, tant de durada com de personatges, i es va aprofitar per donar-li una coherència temporal. El 2021 es va recuperar el format original i es va reestructurar el guió, afegint una petita escena i una cançó de pastors amb text de Jordi Santasusagna i música de Xavi Ventosa.